# Kaposújlak
Kaposújlak é um município da Hungria, situado no condado de Somogy. Tem 8,93 km² de área e sua população em 2019 foi estimada em 737 habitantes.